# شون اندروز
شون اندروز (بالإنجليزية: Shawn Andrews)‏ هو ممثل أمريكي، ولد في 15 أكتوبر 1971 في الولايات المتحدة.

## وصلات خارجية
- شون اندروز على موقع IMDb (الإنجليزية)
- شون اندروز على موقع أول موفي (الإنجليزية)
- شون اندروز على موقع قاعدة بيانات الفيلم (الإنجليزية)